# Mesynium imbricatum
Mesynium imbricatum là một loài thực vật có hoa trong họ Linaceae. Loài này được (Raf.) W.A. Weber mô tả khoa học đầu tiên năm 1984.